# Bürgerspitalkirche (Krems)

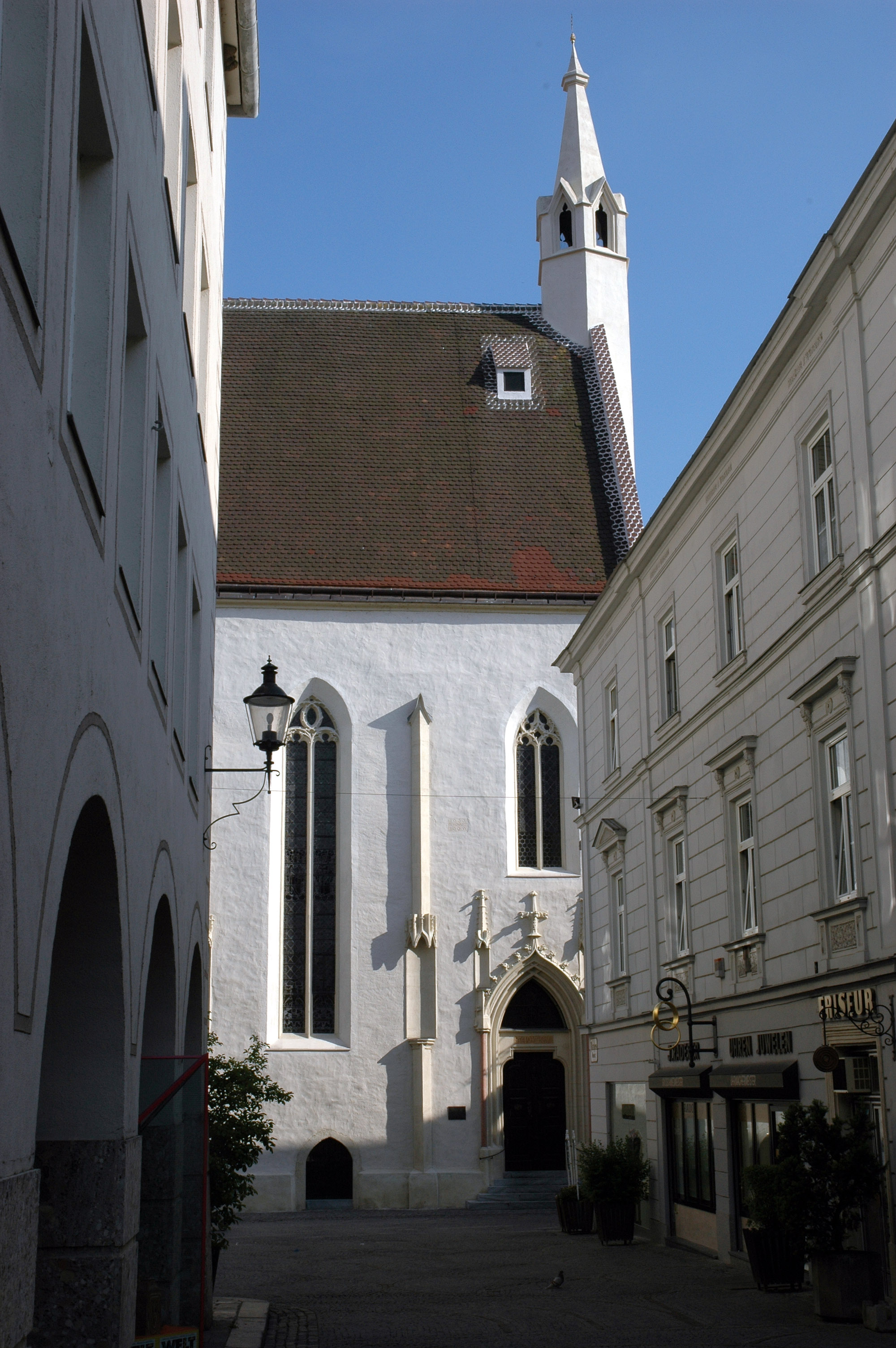
Bürgerspitalkirche von Krems/D.

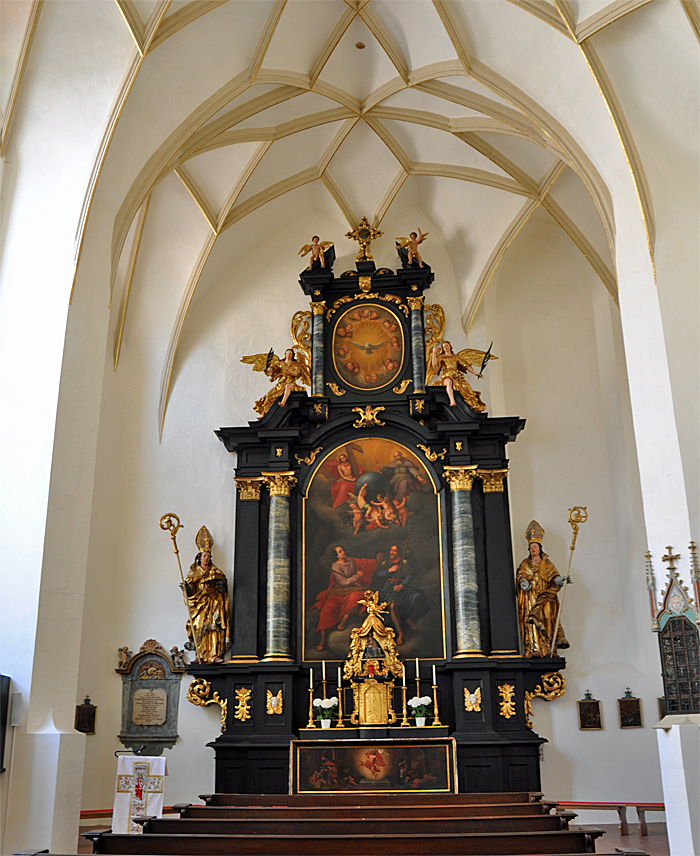
Innenansicht

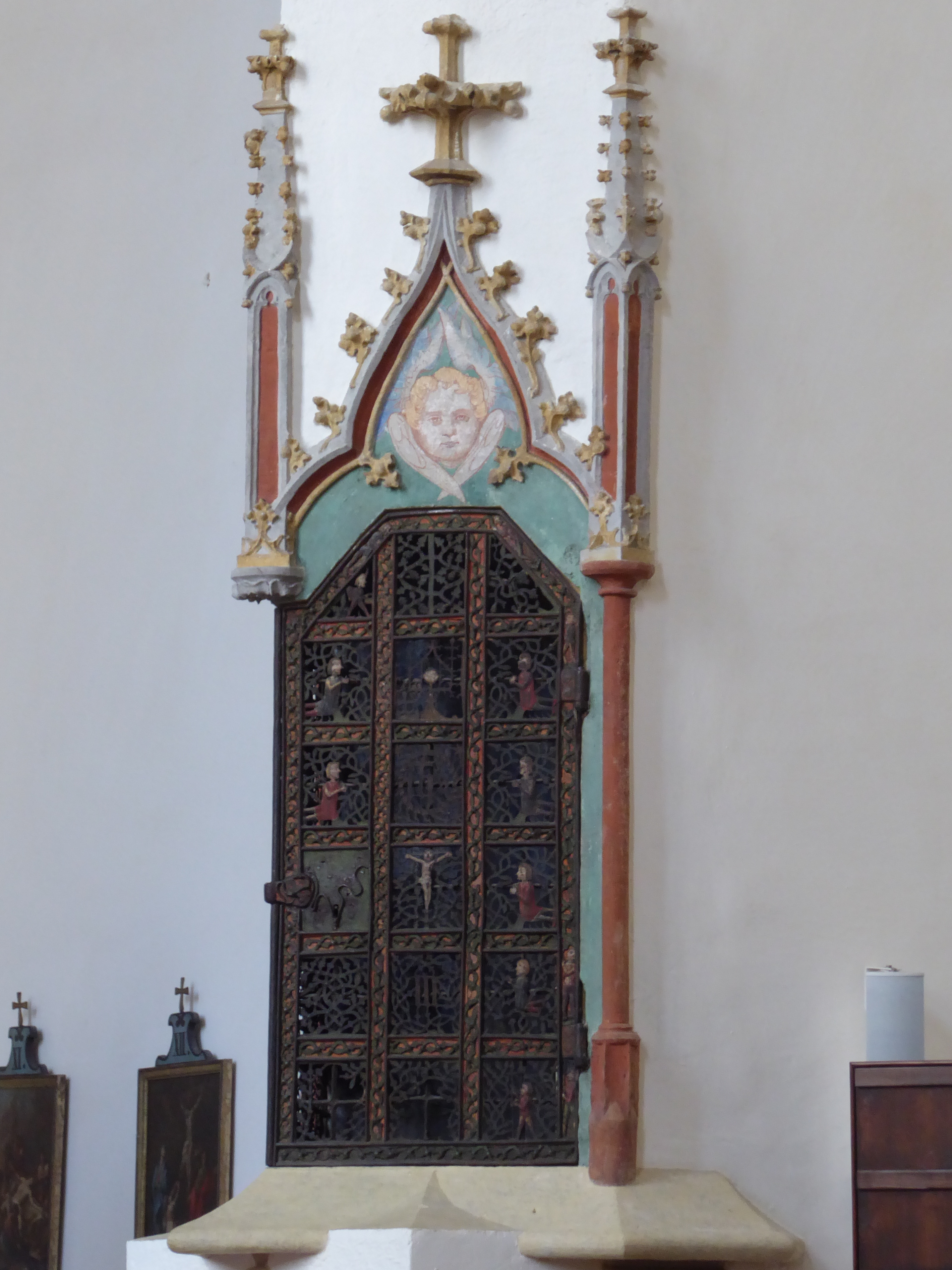
Sakramentshäuschen mit reich verzierten spätgotischen Schmiedeeisentürchen

Die Bürgerspitalkirche von Krems an der Donau ist eine römisch-katholische Kirche und liegt an der Oberen Landstraße direkt im Zentrum der Stadt. Sie ist dem Heiligen Jakobus den Jüngeren, dem Sohn des Alphäus und dem Heiligen Philippus geweiht.

## Geschichte
Nach der Zerstörung der zunächst außerhalb der Stadt liegenden Versorgungseinrichtung für alte und mittellose Bürger bestand der Wunsch, dieses Bürgerspital in die Stadt zu verlegen. Der Landesherr Kaiser Friedrich III. gestattete den Abbruch der Häuser der Kremser Juden, die im Zuge der Wiener Gesera ermordet und vertrieben wurden, um darauf den Neubau zu errichten. Daher finden wir seinen Wahlspruch, das berühmte A.E.I.O.U. mit der Jahreszahl 1470 im Türsturz des Portals. Dabei kam es zu einem Ereignis, das bezeichnend für die permanente Geldnot Friedrichs III. ist:

Beim Abbruch eines der Häuser fand man eine Zinnflasche mit Gold und 550 Gulden, was die Bürger offensichtlich verheimlicht hatten. Friedrich III. erhielt aber doch davon Kenntnis und forderte diesen Schatz ein. Man übersandte ihm aber nur die Zinnflasche samt Inhalt, die 550 habe man bereits im Spital „verbaut“ und die Stadt hoffte, dieses Geld behalten zu können. Friedrich III. war mit dieser Vorgangsweise keineswegs einverstanden, gestattete nur die Verwendung von 150 Gulden und befahl die unverzügliche Rückstellung der restlichen 400.

## Beschreibung der Kirche
Das reiche rankenförmige Netzwerk des Gewölbes zeigt wie auch die Portallösung, Verbindung zum zeitgleichen Bau der Piaristenkirche Krems. Eine Besonderheit bilden die nach innen gesetzten Strebepfeiler, eine an sich logische Lösung, da sie außen die Landstraße, die ja damals schon die wichtigste Verkehrsachse war, verschmälert hätten. Am Hochaltar mit einer Fassung in schwarz und gold von Johann Bernhard Grabenberger (1680–1682) befindet sich ein Altarblatt hll. Philippus und Jakobus aus dem 19. Jahrhundert, flankiert von Statuen hll. Nikolaus und Wolfgang, die Matthias Schwanthaler zugeschrieben werden. Im rechten vorderen Strebepfeiler ist eine zweiflügelige Sakramentsnische eingebaut. Die Türen sind als Schmiedearbeiten aus sich kreuzenden Eisenstäben ausgeführt, die Figuren und Ornamentranken in Blechschnitttechnik und tragen Bemalungsreste. Diese einfache, aber eindrucksvolle Eisenarbeit stammt aus der Bauzeit und ist somit um 1470/80 zu datieren.